# Historia literatury polskiej (podręcznik)
Historia literatury polskiej – synteza historyczno-literacka Czesława Miłosza, podręcznik do historii literatury polskiej napisany z myślą o cudzoziemcach, wydany na emigracji w Stanach Zjednoczonych w 1969 w wydawnictwie Macmillan, próba opisania historii literatury polskiej od jej początków do roku 1966 (pierwsze wydanie polskie w Wydawnictwie Znak obejmowało okres zakończony w 1939, a pełna wersja została wydana w 2010).

## Geneza
Przyczyna powstania syntezy historyczno-literackiej Miłosza jest ściśle powiązana z jego biografią. W latach 60. XX wieku poeta wykładał literaturę słowiańską na amerykańskich uniwersytetach. Prowadził wówczas między innymi wykłady z „Przeglądu literatury polskiej”. Notatki z tych zajęć podyktował swojej studentce, Catherine S. Leach, która następnie je opracowała i w ten sposób powstała książka.

## Treść
Sam Miłosz przyznawał: ,,Wystarczy zastanowić się chwilę, żeby dojść do wniosku, że napisanie literatury polskiej dla cudzoziemców jest przedsięwzięciem niemożliwym”. Pisał swój podręcznik z perspektywy emigranta, z dystansem do polskich spraw. W swojej książce nie ukrywa własnych niechęci i upodobań. Przyjął własne kryteria oceny utworów, przez co dokonał przewartościowania niektórych epok, prądów literackich oraz oceny twórczości samych autorów. W barwny sposób przemierzył kilka wieków polskiej literatury, co sprawiło, że „Historia literatury polskiej” nie przypomina bezosobowych podręczników i czyta się ją dobrze.
Emigracja polska sprzeciwiała się sposobowi patrzenia Miłosza na polską literaturę. W odpowiedzi na ich zarzuty poeta napisał esej „O historii polskiej literatury, wolnomyślicielach i masonach”, w którym bronił swoich poglądów.
Struktura utworu:
Rozdział I. ŚREDNIOWIECZE
Rozdział II. WIEK PIĘTNASTY – PÓŹNE ŚREDNIOWIECZE
Rozdział III. HUMANIZM I REFORMACJA – WIEK SZESNASTY I POCZĄTEK WIEKU SIEDEMNASTEGO
Rozdział IV. WIEK SIEDEMNASTY – KONTRREFORMACJA I BAROK
Rozdział V. PIERWSZA POŁOWA OSIEMNASTEGO WIEKU – NOC SASKA
Rozdział VI. DRUGA POŁOWA OSIEMNASTEGO WIEKU – OŚWIECENIE
Rozdział VII. ROMANTYZM
Rozdział VIII. POZYTYWIZM
Rozdział XI. MŁODA POLSKA
Rozdział X. POLSKA NIEPODLEGŁA – 1918–1939.
Inne przeglądowe opracowania dotyczęce historii literatury polskiej to dwie prace polonistów: profesora Juliusza Kleinera Zarys dziejów literatury polskiej (1932) oraz profesora Juliana Krzyżanowskiego Historia literatury polskiej (1939).